# Colors litúrgics

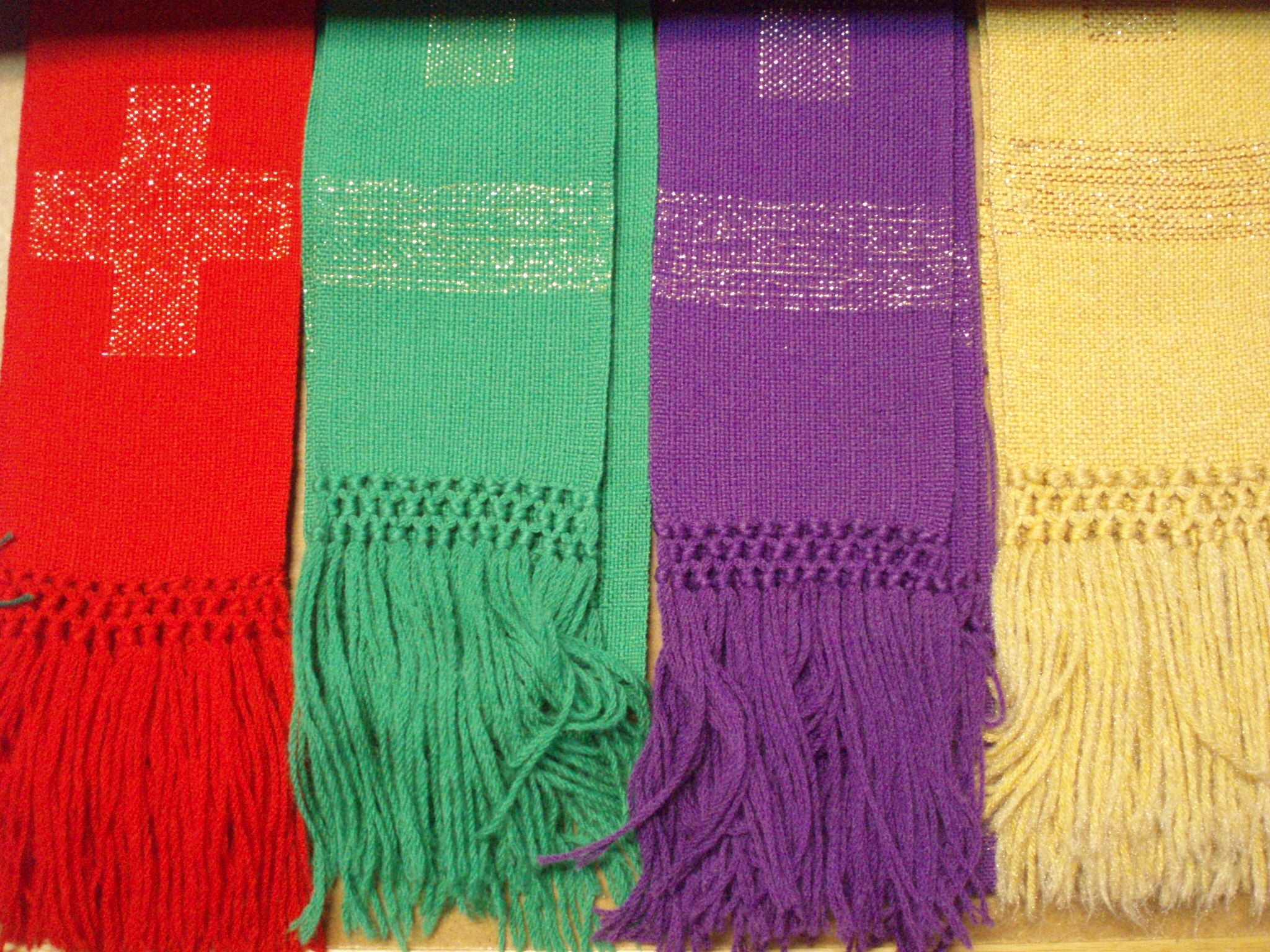
Estoles de diversos colors

Els colors litúrgics són els colors específics que es fan servir per a la roba litúrgica i el parament emprat a la litúrgia cristiana. El simbolisme dels colors serveix per subratllar les característiques d'un temps determinat de l'any litúrgic, destacar una festa o una fira determinada del calendari, o una ocasió especial.

## Església Catòlica Romana
Al ritu romà, reformat per Pau VI, es fan servir els següents colors:
| Color     | Ús obligatori | Ús opcional (en comptes del color obligatòriament prescrit) |
| --------- | --- | --- |
| Verd      | - Diumenges i ferials del Temps Ordinari | |
| Morat     | - Advent - Quaresma - Sagrament de la Reconciliació - Commemoració dels fidels difunts | - Misses de Requiem i oficis pels morts |
| Rosa      | | - - Diumenge de Gaudete (Tercer diumenge d'Advent) - Diumenge de Laetare (Quart diumenge de Quaresma)                                                             |
| Blanc     | - Temps de Nadal (des del dia de Nadal fins al Baptisme del Senyor) - Temps Pasqual - Dijous Sant - Festes de Nostre Senyor de naturalesa joiosa (per exemple, no les de la Passió) - Festes de la Mare de Déu - Festes dels àngels - Festivitat de Sant Joan - Festivitat de la Conversió de Sant Pau - Nativitat de Sant Joan Baptista - Festivitat de Tots Sants - Festivitats dels Sants no Màrtirs - Sagrament del Baptisme - Sagrament del Matrimoni - Sagrament dels Ordes Sacramentals - Unció de malalts | - Misses de Requiem i oficis de difunts allà on la Conferència Episcopal ho hagi permès. - Misses votives i d'altres misses on habitualment es fa servir el verd. |
| Blau clar | | - A Espanya i els seus antics dominis, festa de la Immaculada Concepció (8 de desembre)                                                                           |
| Vermell   | - Diumenge de Rams - Divendres Sant i litúrgies diferents a la missa el Dissabte Sant. - Pentecosta - Festes de la Passió del Senyor - Festes dels Màrtirs o de Confessors (aquells reconeguts per l'Església com a Sants que han mort o patit, respectivament, per l'Església) | - Missa Roja |
| Negre     | | - Commemoració dels Fidels Difunts - Misses de Rèquiem i oficis pels morts                                                                                        |

### Significat dels colors
El significat dels colors és en moltes ocasions fruit d'interpretacions dels diversos autors i fetes a posteriori al seu ús litúrgic. En cap cas són oficials.
- Verd: simbolitza l'esperança. És emprat durant el Temps Ordinari, entre el Nadal i la Quaresma, i des de Pentecosta fins a l'Advent (temps d'esperança per la vinguda del Messies i la Resurrecció salvadora, respectivament).
- Morat: simbolitza la preparació espiritual. Es fa servir, a excepció de les solemnitats que se celebrin en aquests períodes, durant l'Advent i la quaresma (temps de preparació pel Nadal i la Pasqua de Resurrecció, respectivament. També es fa servir per al sagrament de la Reconciliació i, en general, en tota mena d'actes penitencials. Des de la reforma litúrgica de Pau VI també es fa servir per als difunts.
- Rosa: representa una relaxació del rigor penitencial, i es fa servir a la missa del diumenge Gaudete (el tercer d'Advent) i del diumenge Laetare (el quart de Quaresma) per indicar la proximitat de Nadal i de Pasqua, respectivament.
- Blanc: simbolitza la pau i l'alegria, així com la virtut de la fe. Es fa servir en els moments principals del calendari litúrgic.
- Blau cel: simbolitza la puresa i la virginitat, i es fa servir per la solemnitat de la Immaculada Concepció, tot i que també pot fer-se servir per a altres festes de la Mare de Déu. Només es fa servir a Espanya.
- Vermell: simbolitza la sang del martiri i la força de l'Esperit Sant; a més de referir-se a la virtut de la caritat. Es fa servir principalment a les festes de la Passió del Senyor, així com els dies del Triduum Pasqual (Divendres Sant i també es pot emprar dissabte als oficis); a les festes de l'Esperit Sant (com el Diumenge de Pentecosta) o a les festes dels Sants Màrtirs. A la Santa Seu es fa servir com a color de dol pels funerals del Papa o d'un cardenal.
- Negre: simbolitza el dol, i es feia servir a les celebracions d'exèquies i als enterraments, quedant ara com un ús potestatiu després de la reforma litúrgica de Pau VI i s'ha substituït pel morat, més adient segons les teologies del Vaticà II.

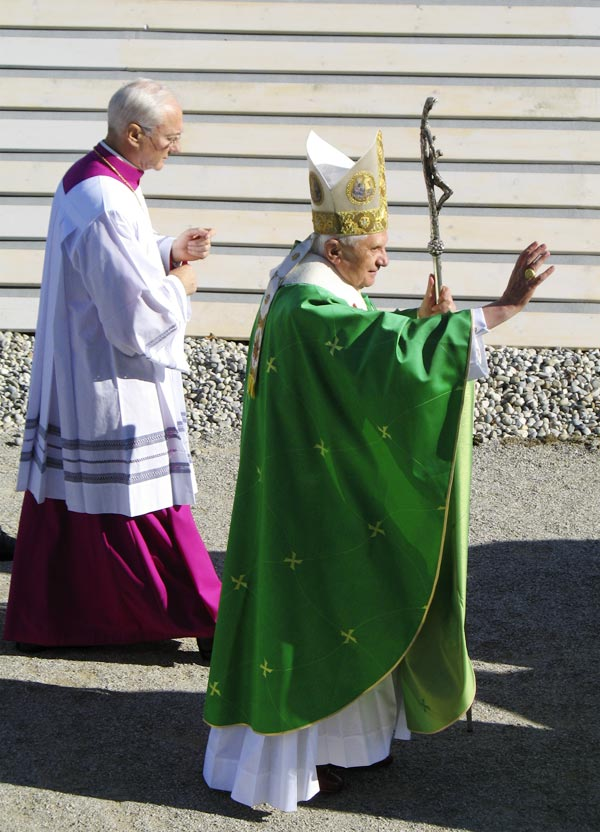
Benet XVI amb la casulla verda.
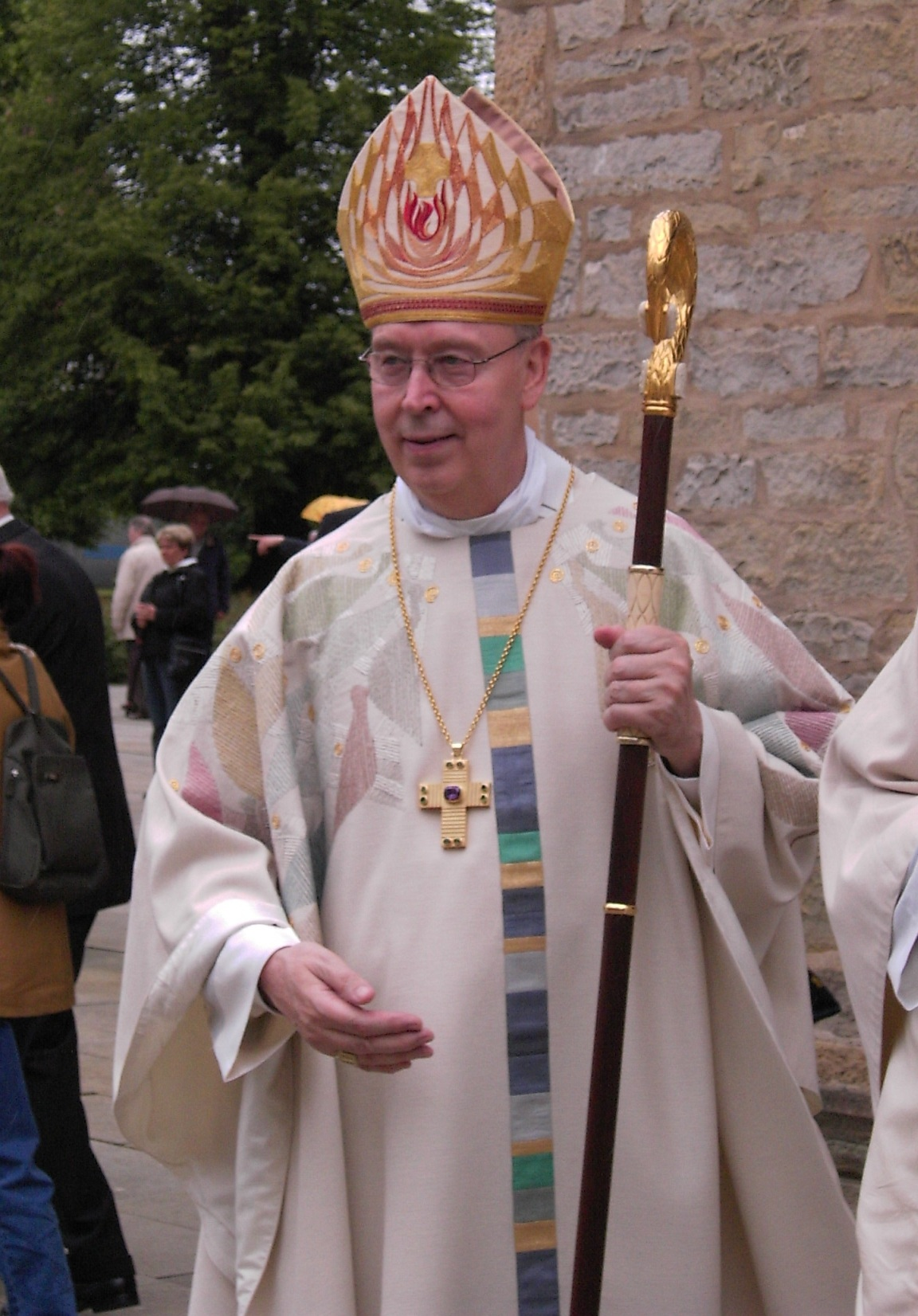
Bisbe amb la casulla blanca.
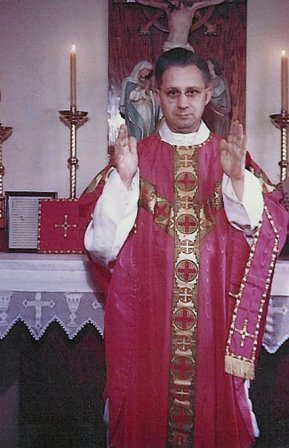
Prevere amb la casulla vermella.
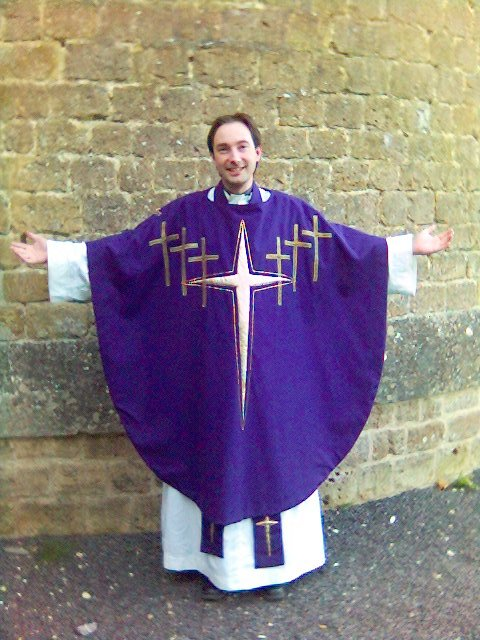
Prevere amb la casulla morada.
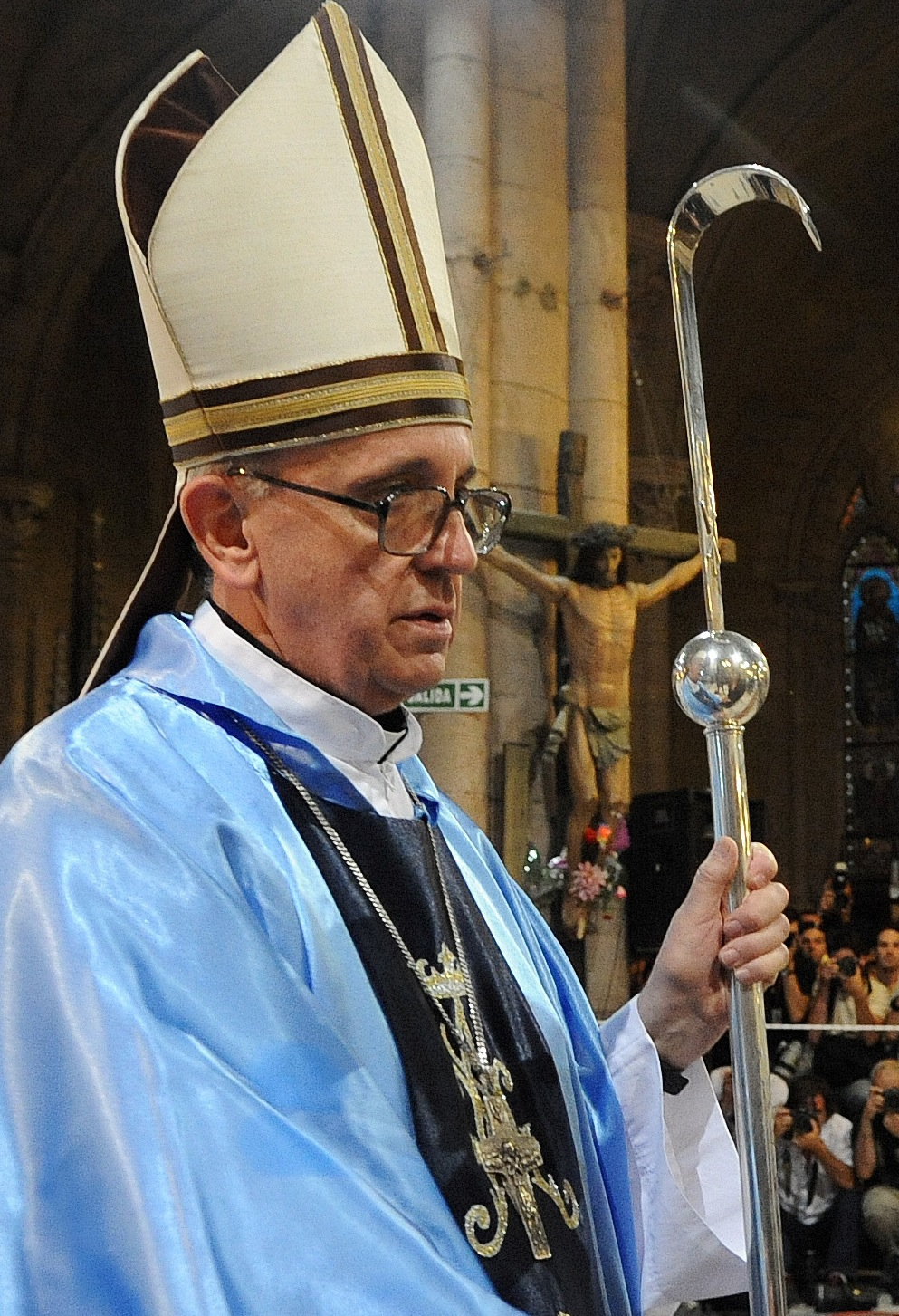
El Papa Francesc amb la casulla blava

### Colors anteriors a 1969
El Missal romà revisat per Joan XXIII el 1962, va ser autoritzat per l'ús com a forma extraordinària del ritu romà per Benet XVI pel motu proprio del 2007 Summorum Pontificum. La revisió del missal per part de Joan XXIII incorporà canvis que es van fer mitjançant el seu motu propio Rubricarum instructum del 29 de juliol de 1960.
| Color   | Ús entre 1920-1955 | Ús entre 1955-1960 | Ús entre 1960-1969 |
| ------- | --- | --- | --- |
| Morat   | - Dies de témpores - Dies de Rogatius - Vigília de la Immaculada Concepció - Vigília de Nadal - Sants Innocents (quan cau en un dia durant la setmana) - Benedicció de les Candeles i Purificació - Septuagèsima, Sexagèsima i Quinquagèsima - Diumenge de Rams - Fèries de la Setmana Santa - Benediccions anteriors a la Missa i ritus del Dissabte de Pasqua - Benediccions anteriors a la Missa i ritus de la vigília de Pentecosta - Vigília de la Nativitat de Sant Joan Baptista - Vigílies de les festes dels Apòstols (Pere i Pau, Andreu, Jaume, Tomàs, Simó i Judes, Maties) - Vigília de Sant Llorenç - Vigília de l'Assumpció de Maria - Commemoració dels Fidels Difunts (si té lloc la Festivitat de les Quaranta Hores) - Exorcisme durant el Sagrament del Baptisme | - Dies de témpores - Dies de Rogatius - Vigília de Nadal - Sants Innocents (quan cau en un dia durant la setmana) - Benedicció de les Candeles i Purificació - Septuagèsima, Sexagèsima i Quinquagèsima - Diumenge de Rams (només a la Missa) - Fèries de la Setmana Santa - Distribució de la Comunió el Divendres Sant - Litúrgies que no siguin la Missa el Dissabte Sant - Benediccions anteriors a la Missa i ritus del Dissabte de Pasqua - Benediccions anteriors a la Missa i ritus de la vigília de Pentecosta - Vigília de la Nativitat de Sant Joan Baptista - Vigílies de la Solemnitat de Sant Pere i Sant Pau - Vigília de Sant Llorenç - Vigília de l'Assumpció de Maria - Commemoració dels Fidels Difunts (si té lloc la Festivitat de les Quaranta Hores) - Exorcisme durant el Sagrament del Baptisme | - Dies de témpores - Dies de Rogatius - Vigília de Nadal - Septuagèsima, Sexagèsima i Quinquagèsima - Diumenge de Rams (només a la Missa) - Fèries de la Setmana Santa - Distribució de la Comunió el Divendres Sant - Litúrgies que no siguin la Missa el Dissabte Sant - Benediccions anteriors a la Missa i ritus del Dissabte de Pasqua - Benediccions anteriors a la Missa i ritus de la vigília de Pentecosta - Vigília de la Nativitat de Sant Joan Baptista - Vigílies de la Solemnitat de Sant Pere i Sant Pau - Vigília de Sant Llorenç - Vigília de l'Assumpció de Maria - Commemoració dels Fidels Difunts (si té lloc la Festivitat de les Quaranta Hores) - Exorcisme durant el Sagrament del Baptisme |
| Blanc   | - Octava de la Immaculada Concepció - Octava de Nadal - Octava de Sant Joan - Vigília de l'Epifania - Octava de l'Epifania - Purificació de la Mare de Déu (només la missa) - Octava de Sant Josep - Vigília de Pasqua de Resurrecció el Dissabte Sant (només la missa) - Octava de Pasqua - Vigília de l'Ascensió - Octava de l'Ascensió - Octava del Corpus Christi - Octava del Sagrat Cor de Jesús - Octava de la Nativitat de Sant Joan Baptista - Octava de l'Assumpció - Octava de la Nativitat de Maria - Octava de Tots Sants - Sagrament del Baptisme (després de l'exorcisme) - Sagrament de la Confirmació | - Octava de Nadal - Purificació de la Mare de Déu (només la Missa) - Vigília de Pasqua de Resurrecció el Dissabte Sant (només la Missa) - Octava de Pasqua - Vigília de l'Ascensió - Sagrament del baptisme (després de l'exorcisme) - Sagrament de la confirmació | - Octava de Nadal - Purificació de la Mare de Déu (incloent la Benedicció de Candeles, la Processó i la Missa) - Vigília de Pasqua de Resurrecció el Dissabte Sant (només la Missa) - Octava de Pasqua - Sagrament del baptisme (després de l'exorcisme) - Sagrament de la Confirmació |
| Vermell | - Sants Innocents (quan cau en diumenge) - Octava dels Sants Innocents - Octava de Sant Esteve - Vigília de Pentecosta (només la missa) - Octava de Pentecosta - Octava de Sant Pere i Sant Pau - Octava de Sant Llorenç | - Sants Innocents (quan cau en diumenge) - Benedicció de Palmes i Processó del Diumenge de Rams - Vigília de Pentecosta (només la missa) - Octava de Pentecosta | - Sants Innocents (quan cau en diumenge) - Benedicció de Palmes i Processó del Diumenge de Rams - Vigília de Pentecosta (només la missa) - Octava de Pentecosta |
| Rosa    | - Diumenge Gaudete - Diumenge Laetare | - Dimenge Gaudete - Diumenge Laetare | - Dimenge Gaudete - Diumenge Laetare |
| Negre   | - Divendres Sant - Commemoració dels Fidels Difunts (si no té lloc la Festivitat de les Quaranta Hores) - Misses de Difunts | - Divendres Sant (litúrgia principal) - Commemoració dels Fidels Difunts (si no té lloc la Festivitat de les Quaranta Hores) - Misses de Difunts | - Divendres Sant (litúrgia principal) - Commemoració dels Fidels Difunts (si no té lloc la Festivitat de les Quaranta Hores) - Misses de Difunts |

El Papa Pius X elevà el rang dels diumenges del Temps Ordinari, de manera que aquells que caiguessin en octaves s'emprés el verd en comptes del color de l'octava, com es feia fins llavors.
La normativa sobre els colors litúrgics fins a Pius X (1903-1914) eren les indicades a l'edició del Missal Romà que Pius V promulgà el 1570, llevat de per l'afegit de festes no incloses en aquell missal. L'esquema de colors al seu missal mostrava l'ús que s'havia fixat a Roma al segle xii.

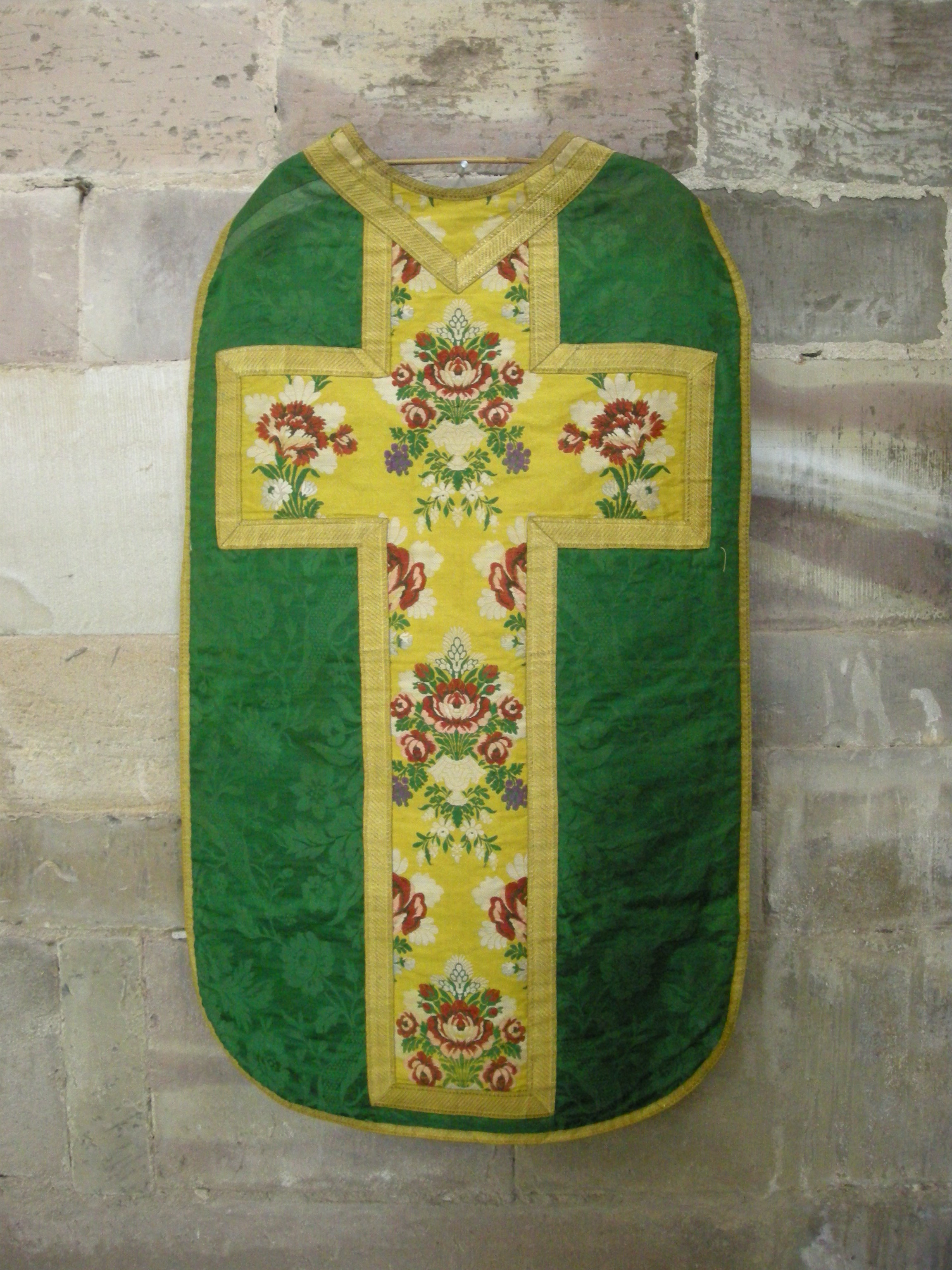
Casulla verda.
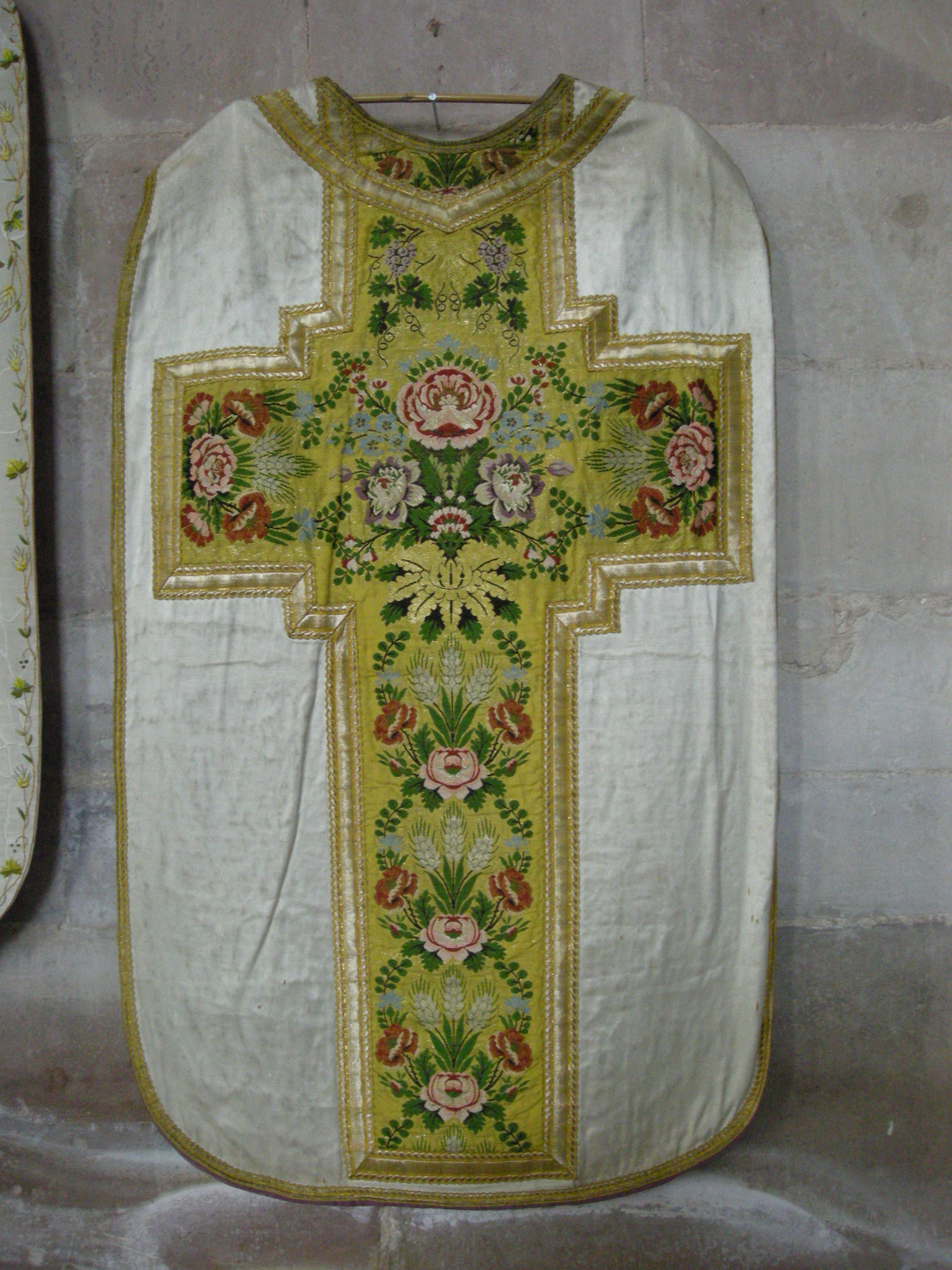
Casulla blanca.
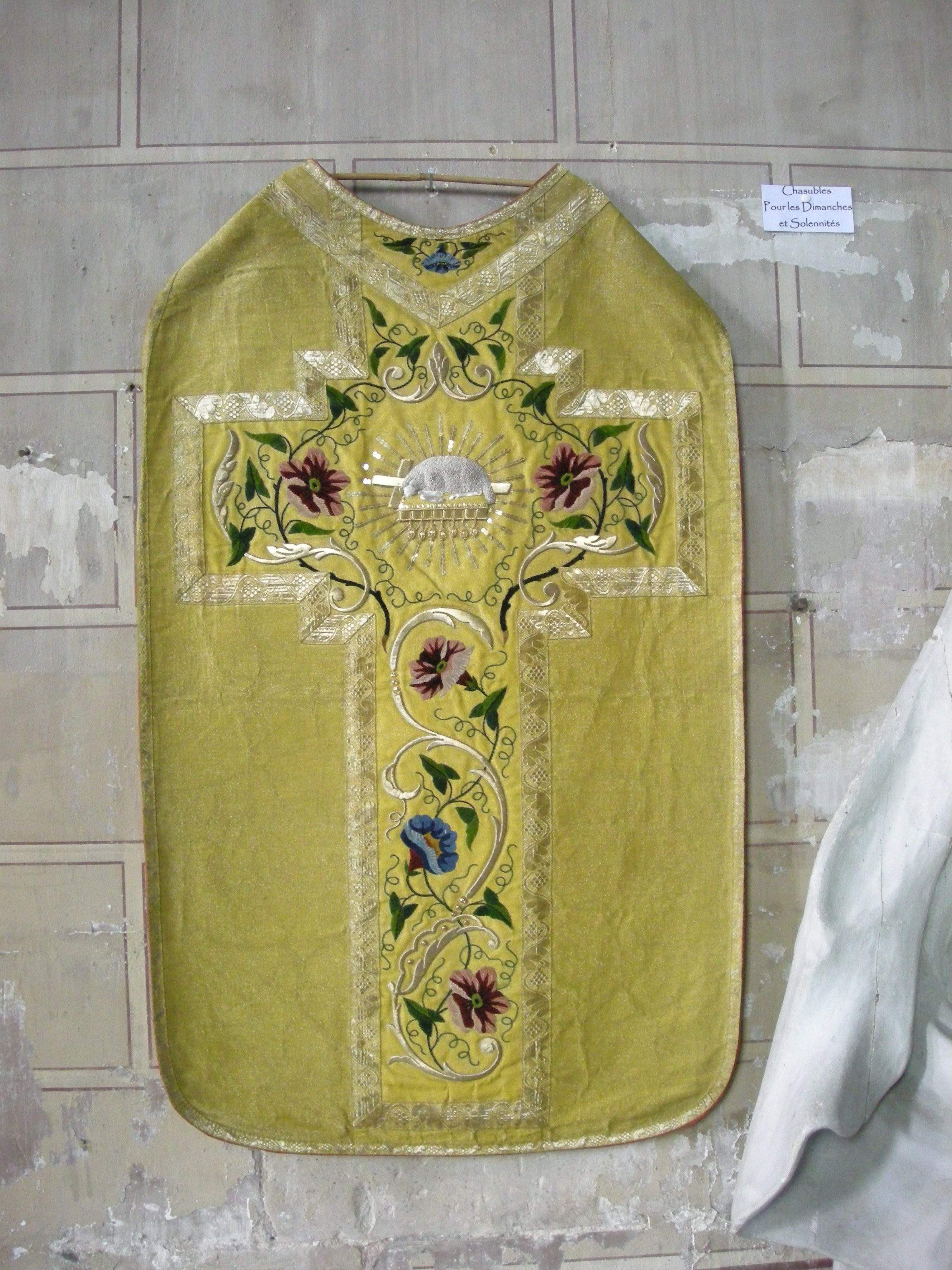
Casulla daurada (alternativa a la blanca)
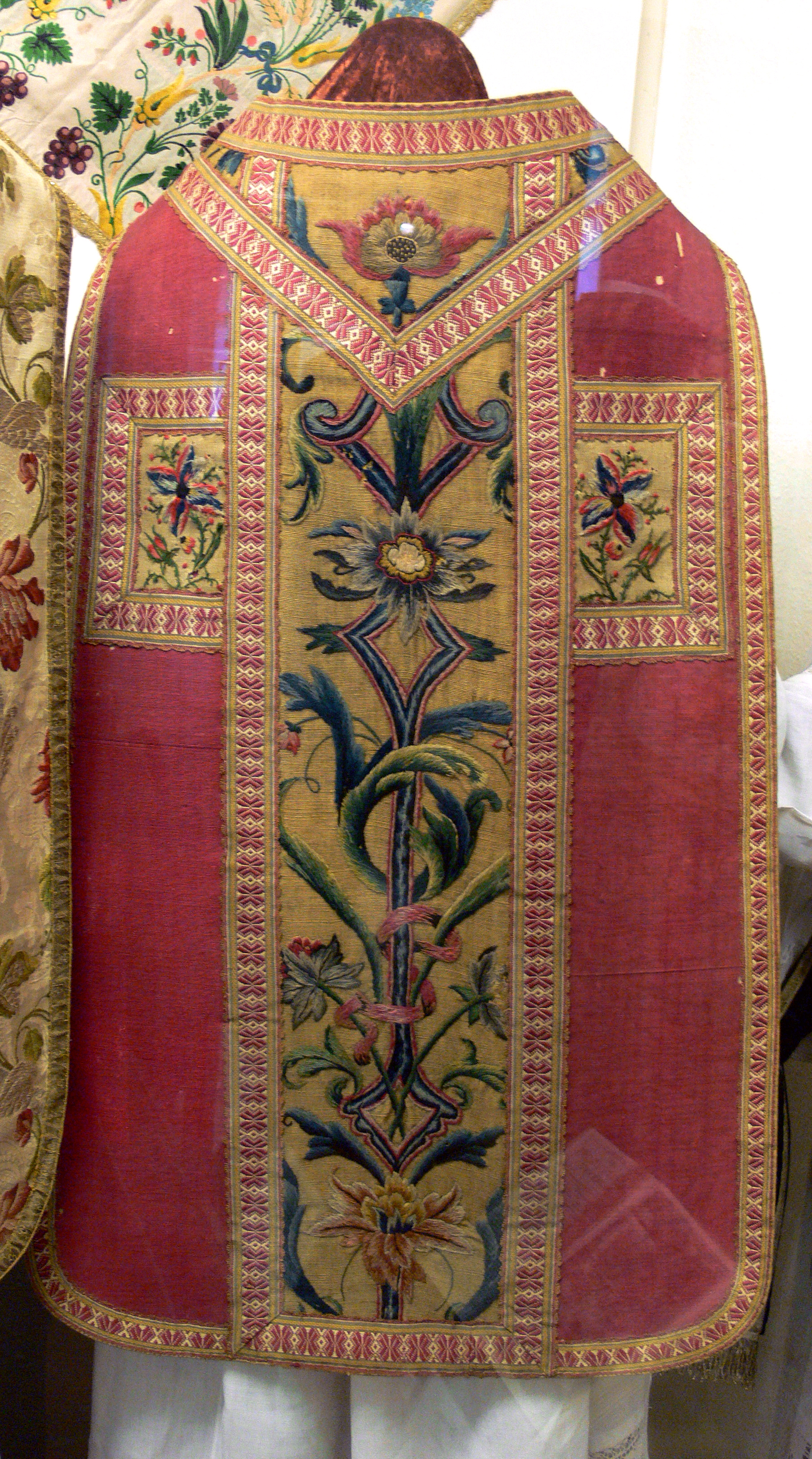
Casulla vermella.
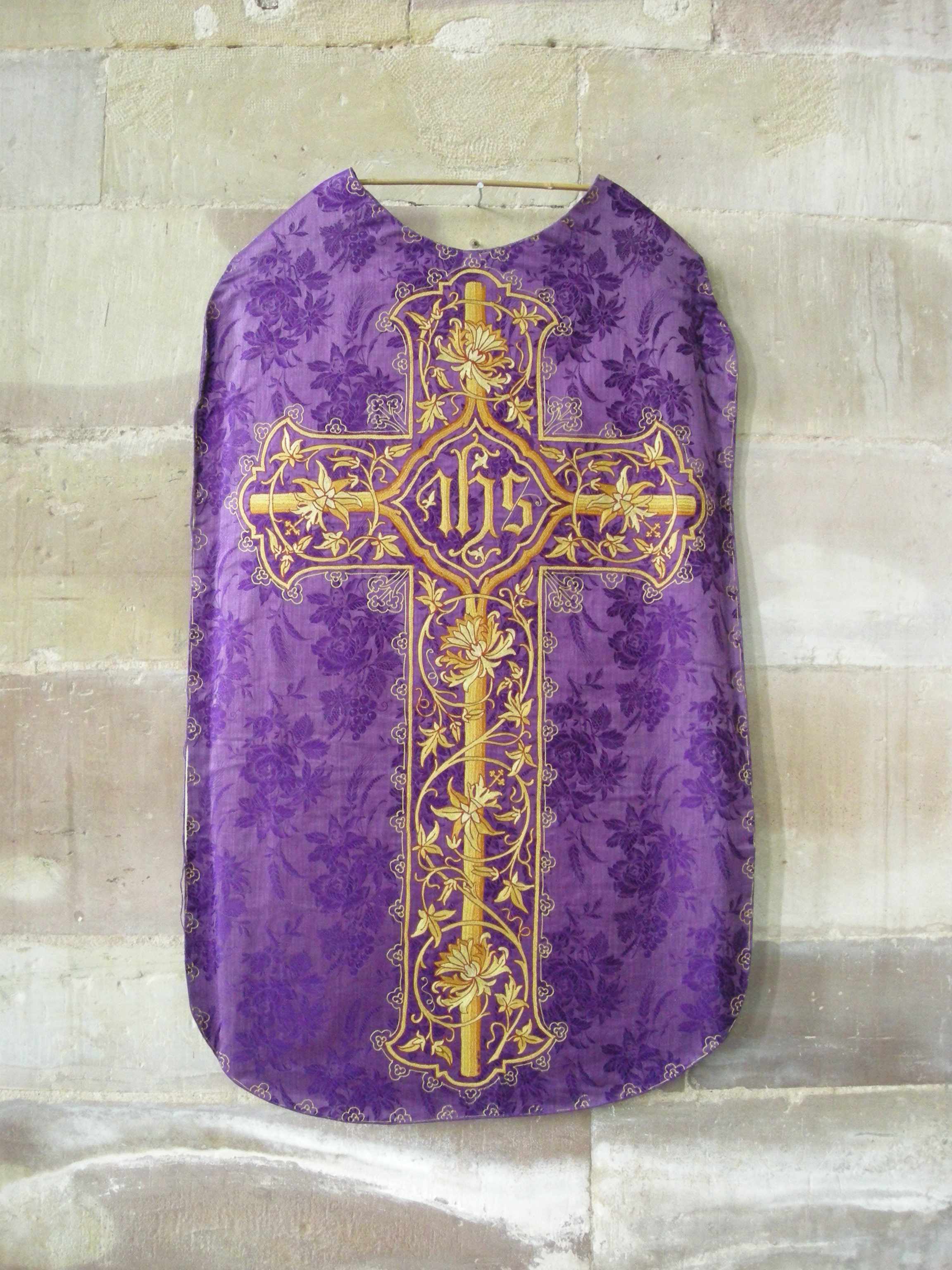
Casulla morada.
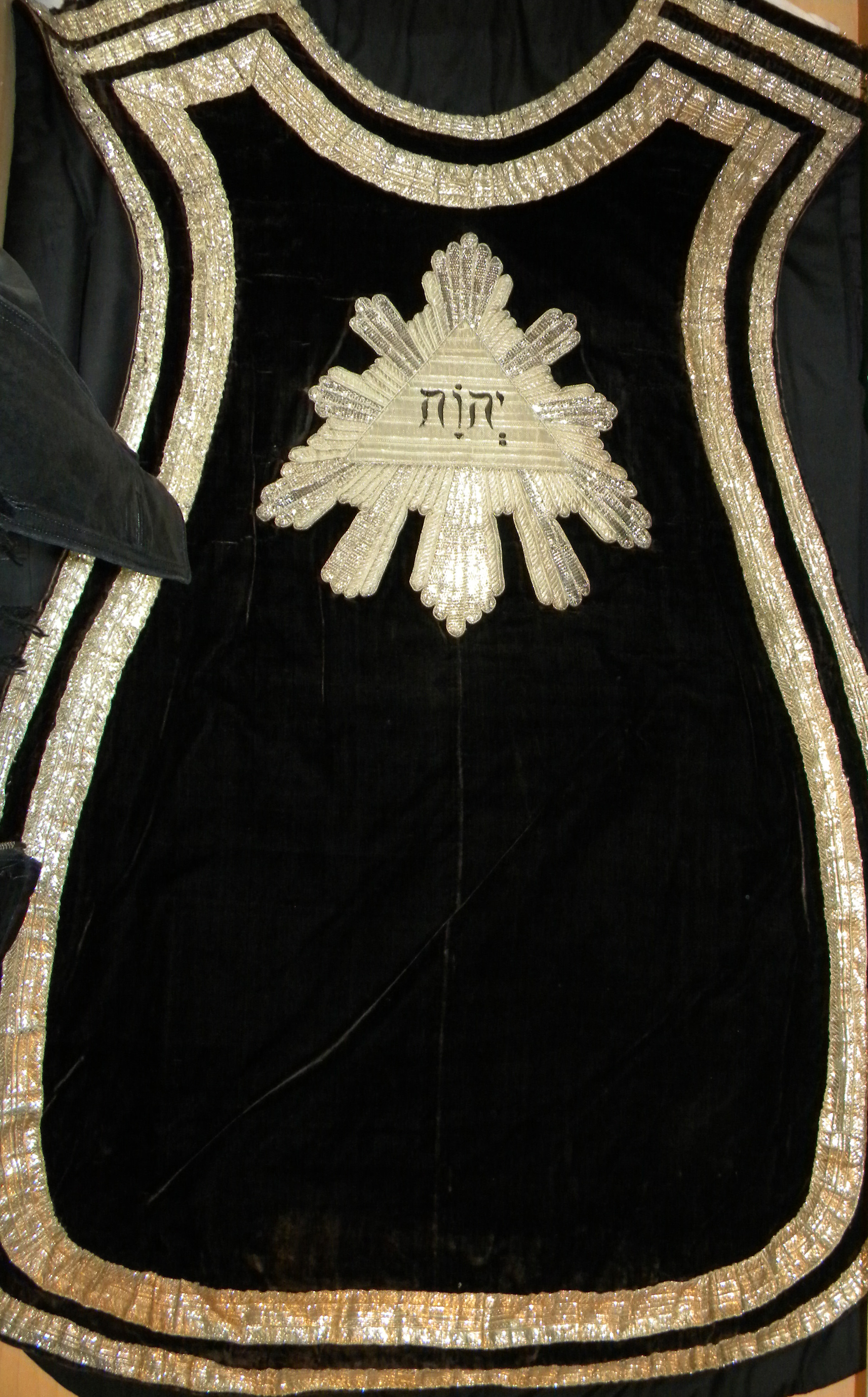
Casulla negra.

## Ritu bizantí
El ritu bizantí, que és emprat per totes les esglésies membres de l'Església Ortodoxa i de les Esglésies Catòliques Orientals de ritu bizantí, no tenen un sistema universal de colors, sinó que els llibres de servei de la tradició bizantina només especifiquen vestimentes «clara» o «fosca». A la tradició grega, el granat o el borgonya són comuns a les solemnitats, a més d'una àmplia varietat de colors durant la resta de períodes, sent el daurat i el blanc els més habituals.
Les esglésies eslaves i d'altres influenciades per les tradicions occidentals han adoptat un cicle de colors litúrgics. Si bé els particulars poden canviar segons el lloc, generalment són:
| Color                | Ús comú | Altres usos/Notes                                                                                      |
| -------------------- | --- | --- |
| Or                   | - Quan no s'ha especificat cap altre color | |
| Blau clar            | - Festes de la Mare de Déu | - Les esglésies dedicades a la Theotokos poden emprar el blau clar com a bàsic, en comptes del daurat. |
| Morat o Vermell fosc | - Dissabtes i diumenges Durant la Gran Quaresma | |
| Vermell              | - Dijous Sant - Exaltació de la Santa Creu - Festa de Joan Baptista - Festes dels Màrtirs - Dejú de la Nativitat - Dejú dels Apòstols - Dejú de la Dormició (excepte durant una de les Grans Festes del Senyor o Theotokos) | |
| Verd                 | - Diumenge de Rams - Pentecosta - Festes dels Sants Venerables (Monàstic) | - Festa de l'Exaltació de la Santa Creu en alguns llocs                                                |
| Negre                | - Fèries durant la Gran Quaresma - Fèries durant la Setmana Santa (excepte Dijous Sant) | |
| Blanc                | - Pasqua de Resurrecció - Nadal - Teofania - Altres grans festes del Senyor | - Funerals                                                                                             |

Els colors es poden canviar abans de les Primeres Vespres del dia que es commemora. Durant les Grans Festes, el color es canvia abans del rés de vespres que dona inici el primer dia de la festa, i roman fins a l'apodosi (el darrer dia).
Per la influència occidental, el negre és emprat sovint als funerals, fèries de la Gran Quaresma i durant la Setmana Santa a les esglésies eslaves com a signe de penitència, però durant la segona meitat del segle xx, el blanc tornà a ser més habitual, com a senyal de l'esperança de la Resurrecció.

## Colors litúrgics russos
D'acord amb el Nastol'naia Kniga Sviaixtxenno-slujiteliade l'Església Ortodoxa Russa es poden fer servir durant l'any fins a 8 colors litúrgics. L'ús exacte d'aquests colors varia, però la relació següent és la més habitual.
| Color                | Ús habitual | D'altres usos                                                                                             |
| -------------------- | --- | --- |
| Or                   | - Festes del Senyor Jesucrist - Festes dels Profetes - Festes dels Apòstols - Festes dels Sants Jerarques - Quan no s'especifica cap altre color                                      | |
| Blau clar            | - Festes de la Theotokos - Presentació del Senyor - Annunciació - Festes dels Poders Incorporis - Festes de les Verges                                                                | - Cinquè Divendres de Quaresma - Dormició fins a l'Elevació de la Creu, o fins i tot Advent (als Carpats) |
| Morat o Vermell Fosc | - Creu de Nostre Senyor - Gran Dijous Sant - Fèries de Quaresma | - Fèries de Quarems                                                                                       |
| Vermell              | - Festes dels Màrtirs - Festa de Sant Pere i Sant Pau - Advent - Festes dels Àngels - Exaltació de la Creu                                                                            | - Pasqua (Mont Atos i Jerusalem) - Nativitat (Mont Atos i Jerusalem)                                      |
| Verd                 | - Diumenge de Rams - Pentecosta - Dia de l'Esperit Sant - Festes dels Sants Monàstics - Festes dels Ascetes - Festes dels Bojos pel Crist - Festes dels Profetes - Festes dels Àngels | - Pentecosta fins Sant Pere i Sant Pau (Carpats)                                                          |
| Negre                | - Fèries de Quaresma | - Funerals durant la setmana, memorials i litúrgies (Carpats)                                             |
| Blanc                | - Epifania - Transfiguració - Temps Pasqual - Funerals | - Teofania - Dia de Nadal                                                                                 |
| Taronja              | | - Festa de Sant Pere i Sant Pau - Festa de Sant Pere i Sant Pau fins a la Transfiguració                  |

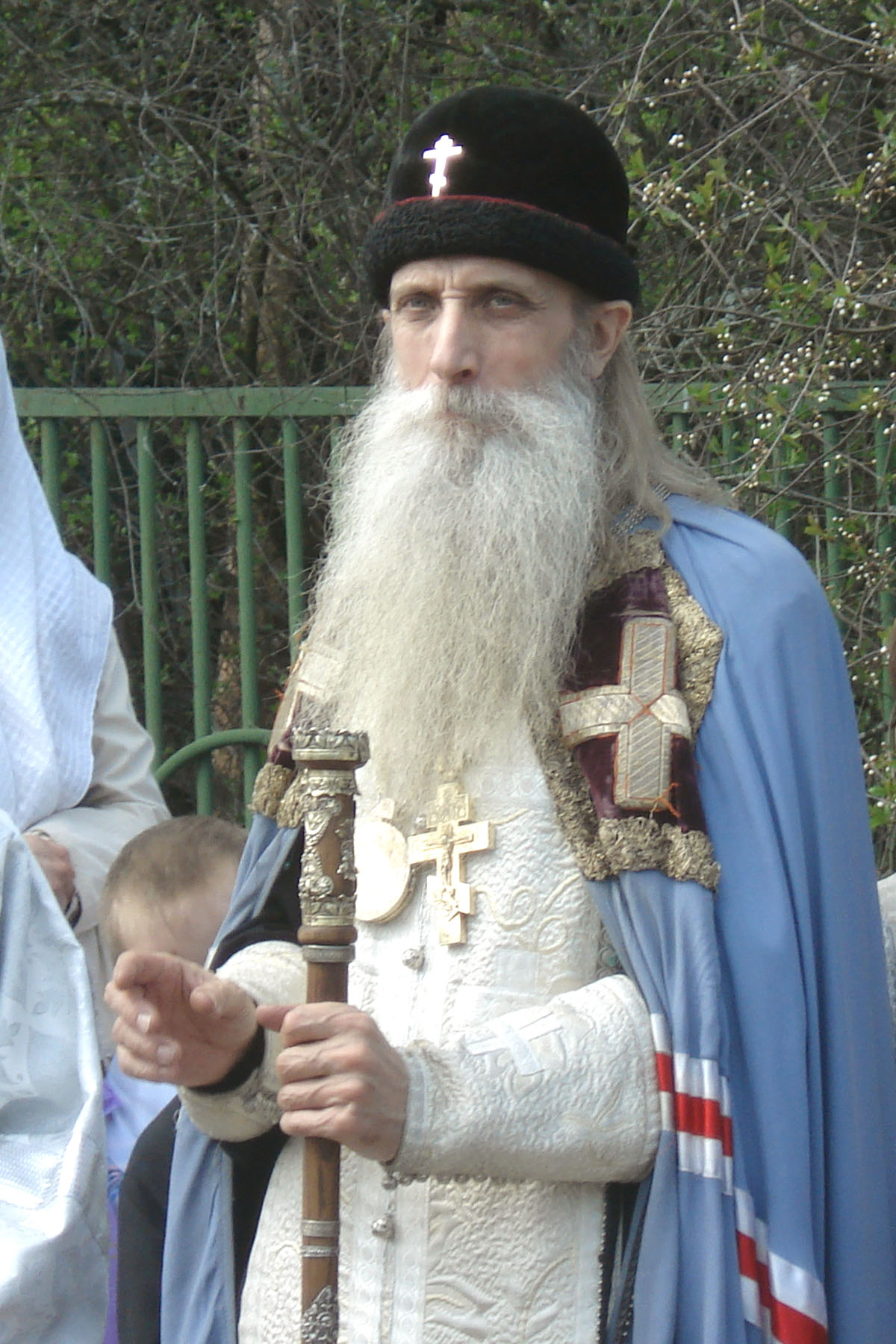
El metropolità de Moscou Kornili (Titov) amb la casulla blava.
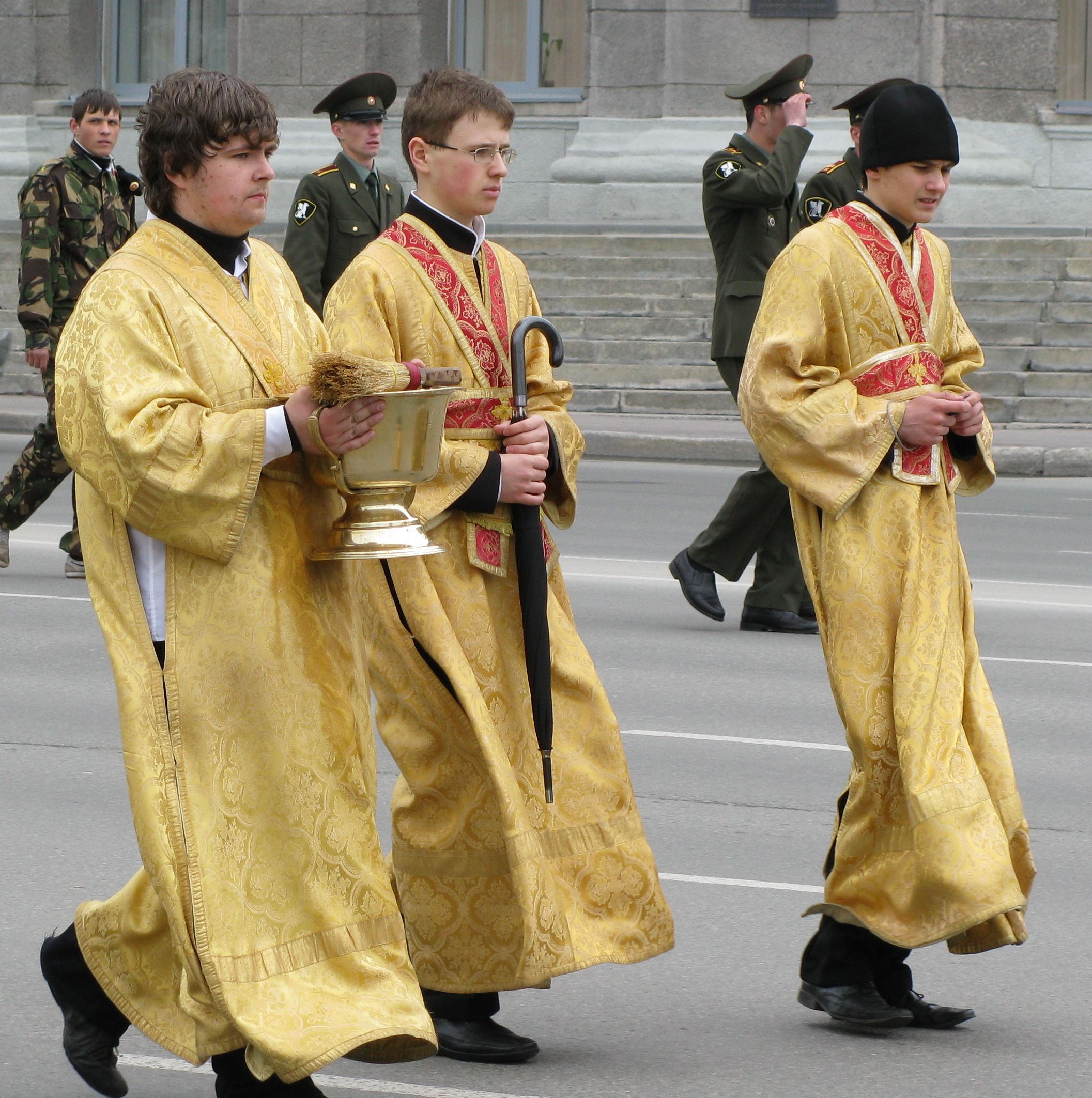
Sots-diaques amb robes daurades
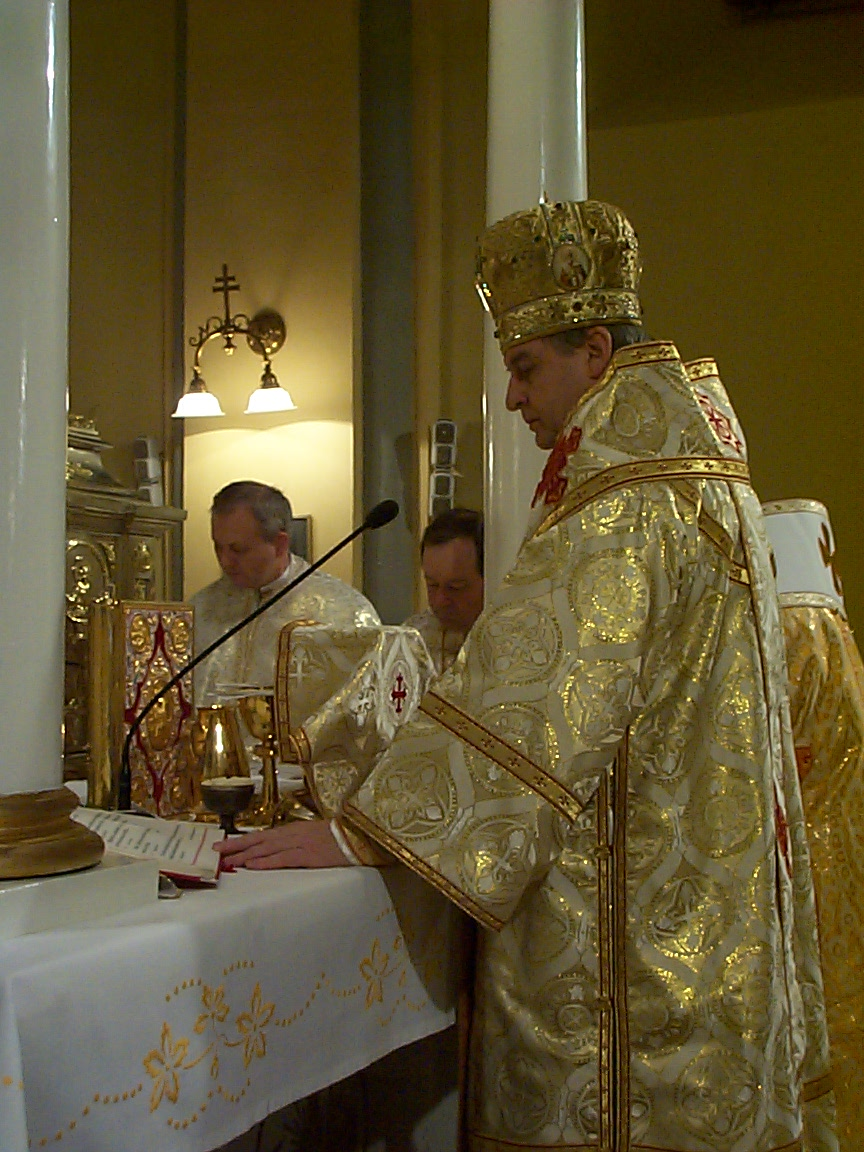
Bisbe amb la casulla daurada
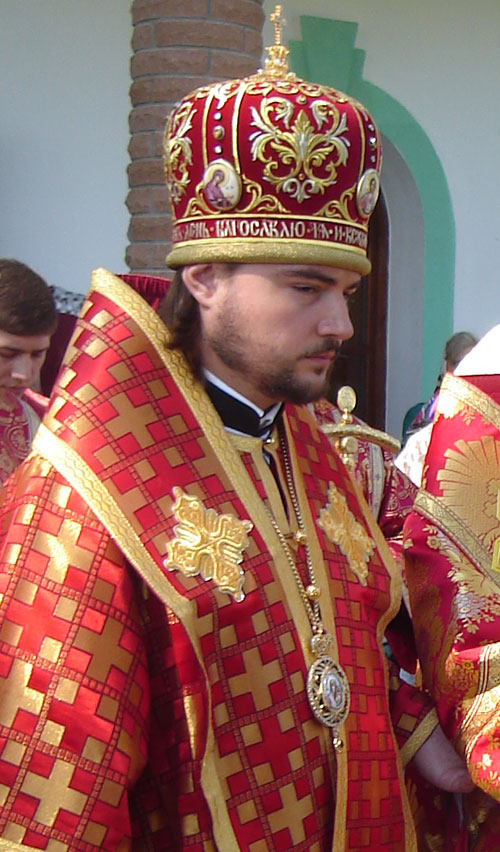
El bisbe Aleksander (Drabinko) amb la casulla vermella.
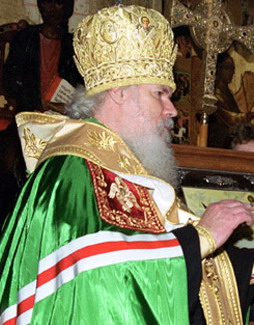
El patriarca Aleix II amb la casulla verda

## Ritus Coptes i Etíops

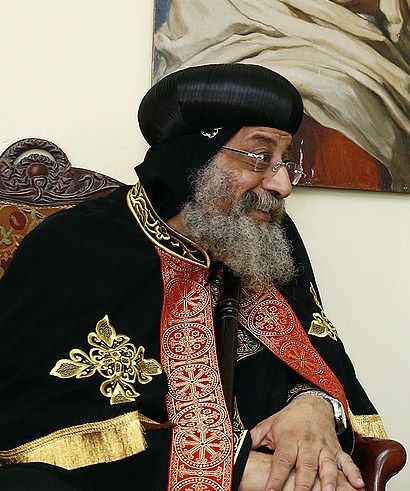
El Papa Tawadros II

La tradició copta, seguida també a Etiòpia i Eritrea, només fa servir vestimentes blanques, i el daurat i el platejat són considerats variacions del blanc.

## Anglicanisme
La majoria de les esglésies anglicanes fan servir els mateixos colors senyalats al ritu romà, normalment en la seva forma posterior a 1969, amb l'excepció del blau, que substitueix el morat durant l'Advent; però algunes fan servir la forma antiga, per exemple, negre en comptes de vermell el Divendres Sant. Algunes esglésies fan servir el negre en les misses pels morts, però el més habitual és fer servir el blanc o el morat.
Per motius històrics, els membres de la Comunió Anglicana arreu del món segueixen les pràctiques de l'Església d'Anglaterra. Des de 1980, els colors del llibre de servei alternatiu han estat recomanats per estacions, amb uns consells molt més detallats pel serveis comuns, incloent el colors per tots els Diumenges i Festius. El Leccionari publicat per l'Església ara dona una sèrie de suggeriments detallats pels colors litúrgics durant l'any, que es corresponen gairebé de manera exacta amb a taula del ritu romà (posterior a 1969), amb 5 petites excepcions, de les quals una és significativa:
- òbviament no hi ha referències a l'ús anglicà sobre les misses pels papes o els cardenals difunts;
- no se suggereix cap color pel Dissabte Sant;
- la recomanació del vermell pel ritu de la confirmació s'estén també pel ritu d'ordenació
- durant la quaresma, el lli sense tenyir segueix sent una opció alternativa al morat
- durant la "Temps del Regne" (els quatre darrers diumenges de l'any litúrgic, que culminen amb la solemnitat de Crist Rei) existeix la possibilitat de fer servir el vermell en comptes del verd
- es proposa el blanc durant els diumenges posteriors a epifania com a distintiu del "Temps d'Epifania", amb el temps ordinari començant amb la festa de la candelera.

L'Església d'Anglaterra suggereix un esquema de colors on també s'indica que les vestimentes en or han de fer-se servir en aquelles esglésies que tinguin l'or i el blanc com a colors diferents. L'ús de les robes en rosa, com s'indica a la taula del ritu catòlic, era mencionada com una opció a les primeres edicions del Leccionari, tot i que a les darreres edicions el citen com una "pràctica tradicional".

## Luteranisme
Diverses esglésies Protestants, històricament i de manera especial els Metodistes, fan servir un esquema de colors semblant als anglicans i als catòlics, tot i que no és universalment seguit. De fet, moltes esglésies protestants no fan servir colors litúrgics.